# Xin Xin
Xin Xin (Shandong, 6 novembre 1996) è una nuotatrice cinese, specializzata nel nuoto di fondo.

## Carriera
Rappresentando la nazionale cinese, ha vinto la medaglia oro ai mondiali di nuoto di Gwangju 2019 nella gara femminile della 10 km di nuoto in acque libere.

## Palmarès
- Mondiali

Gwangju 2019: oro nella 10 km.